# A Society Sensation
A Society Sensation és una pel·lícula muda de la Universal dirigida per Paul Powell i protagonitzada per Rodolfo Valentino i Carmel Myers. Basada en el relat "The Borrowed Duchess" de Perley Poore Sheehan, la pel·lícula es va estrenar el 23 de setembre de 1918. Valentino apareix amb el nom de M. Rodopho De Valentina en el seu primer paper com a protagonista, paper que va aconseguir gràcies a la insistència de Carmel Myers.

## Argument
El capità Parmelee, un vell pescador californià de la costa del sud de Califòrnia, creu que té ascendència noble després de trobar una placa gravada amb el nom de Sir Hugh Parmelee. N'està tan convençut que fins i tot refusa la proposta de matrimoni de Jim, un pescador local, per a la seva filla Sydney. Quan la senyora Jones, una escaladora social, s'assabenta d'aquesta possibilitat per un article que apareix al diari, convida Sydney a casa seva i la presenta a la societat de San Francisco com a duquessa. Dick Bradley s'enamora de Sydney i la segueix quan torna al seu poble de pescadors quan les afirmacions del seu pare es demostren falses. Jim la segresta en un atac de gelosia, però Dick descobreix on la té amagada i es produeix una lluita entre els dos homes. Jim és rescatat de l'aigua per Mary, amb qui més tard es casarà, deixant a Dick i Sydney lliures per casar-se.

## Repartiment
- Carmel Myers (Sydney Parmelee)
- Rodolfo Valentino (Dick Bradley)
- Lydia Yeamans Titus (Mrs. Jones)
- ZaSu Pitts (Mary)
- Alfred Allen (capità Parmelee)
- Fred Kelsey (Jim)
- Harold Goodwin (Timmy)